# التقسيم الإداري في الولايات المتحدة
الولايات المتحدة الأمريكية هي جمهورية اتحادية تتكون من 50 ولاية بالإضافة إلى مقاطعة فيدرالية واحدة (واشنطن العاصمة). تعتبر الولاية هي التقسيم الرئيسي للدولة وتمتلك عددا من الصلاحيات والحقوق المنصوص عليها في دستور الولايات المتحدة، مثل تنظيم التجارة والتعاون بين الولايات، إدارة الانتخابات، إنشاء الحكومات المحلية، والتصديق على التعديلات الدستورية. بموجب التعديل العاشر للدستور، يمكن للولايات ممارسة جميع الصلاحيات غير المفوضة إلى الحكومة الاتحادية. كل ولاية تمتلك إدارة خاصة بها والتي تتألف من سلطة تنفيذية وسلطة تشريعية وسلطة قضائية. لكل ولاية يمثلها عدد من النواب في الكونغرس الأمريكي - وهو هيئة تشريعية تتكون من مجلسين: مجلس الشيوخ ومجلس النواب. يتم تمثيل كل ولاية من قبل اثنين من الأعضاء في مجلس الشيوخ، في حين ان مجلس النواب يمثله عدد من الأعضاء لكل ولاية وفقا إلى إجمالي سكانها. المقاطعات الفدرالية ليس لها ممثلين في مجلس الشيوخ، ولكن يوجد لها مندوب في مجلس النواب لكن لا تمتلك حق التصويت، لكل ولاية لها عدد من الناخبين في المجمع الإنتخابي وهي الهيئة التي تنتخب رئيس الولايات المتحدة. وفقا للدستور الأمريكي يحق للكونغرس قبول ضم المزيد من الولايات إلى الاتحاد، ولكنه لا يمكن إنشاء ولاية جديدة من أراضي ولاية قائمة أو دمج اثنين أو أكثر من الولايات لتصبح واحدة من دون موافقة جميع الولايات المعنية.
تأسست الولايات المتحدة عن طريق ثلاث عشرة مستعمرة بريطانية على طول ساحل المحيط الأطلسي، كان أولها مستعمرة «فرجينيا» الإنجليزية، التي أطلق عليها مكتشفها السير والتر رالي هذا الاسم تيمناً بالملكة العذراء إليزابيث، تلى ذلك تأسيس مستعمرات أخرى هي: نيوهامشير، وماساتشوستس، وكونتيكت، ورود آيلاند، وماريلاند، وكارولينا الجنوبية، وكارولينا الشمالية، ونيويورك، ونيوجيرسي، وديلاوير، وبنسلفانيا. أصدرت هذه المستعمرات إعلان الاستقلال في الرابع من يوليو عام 1776، والذي أقر باستقلالهم عن بريطانيا العظمى وتشكيل حكومة اتحادية. استطاعت الولايات المتمردة هزيمة بريطانيا العظمى في حرب الاستقلال الأمريكية. اعتمدت اتفاقية فيلادلفيا الدستور الأميركي الحالي في السابع عشر من سبتمبر عام 1787؛ وكانت أول ولاية تصدق على الدستور الحالي هي ولاية ديلاوير في 7 ديسمبر 1787  وتم التصديق عليه في العام التالي مما جعل تلك الولايات جزءاً من جمهورية واحدة لها حكومة مركزية قوية. كما تم التصديق على وثيقة الحقوق في عام 1791، في القرن التاسع عشر، حصلت الولايات المتحدة على أراض من فرنسا، وإسبانيا، والمملكة المتحدة، والمكسيك، وروسيا، كما ضمت إليها جمهورية تكساس عقب الحرب الأمريكية المكسيكية. وفي عام 1861 نشبت الحرب الأهلية الأمريكية ونتج عنها انفصال أحد عشر ولاية تحت مسمى الولايات الكونفدرالية الأمريكية وبعد انتهاء الحرب عادت الولايات الجنوبية مرة أخرى إلى الاتحاد الفيدرالي. وتعتبر ولايه هاواي هي آخر ولاية تنضم إلى الاتحاد.
بالإضافة إلى 50 ولاية والمقاطعات الفدرالية، تسيطر الولايات المتحدة على أربعة عشر إقليما. خمسة منهم (ساموا الأمريكية، وغوام، وجزر ماريانا الشمالية، وبورتوريكو، وجزر فيرجن الأمريكية) وهم عبارة عن جزر بعيدة عن الولايات المتحدة البعيدة. باستثناء جزيرة نافاسا، وبورتوريكو، وجزر فيرجن الأمريكية، والتي تقع في منطقة البحر الكاريبي، وتقع الجزيرة بالاميرا في المحيط الهادئ. لهذه الأقاليم قانون أساسي تم سنه من الكونغرس. لكل منهما حكما ذاتيا محدودا بالإضافة إلى وجود المجالس التشريعية الإقليمية والمحافظين، ولكن لا يمكن للمقيمين فيها التصويت في الانتخابات الأمريكية.
تعتبر ولاية كاليفورنيا هي الأكثر اكتظاظا بالسكان، حيث يسكنها 38, 041, 430 نسمة اعتبارا من عام 2012 ؛ بينما تعتبر ولاية وايومنغ هي الأقل من حيث عدد السكان حيث تتقدر 576, 412 نسمة. أكبر ولاية من حيث المساحة هي ولاية ألاسكا وتضم 665, 384 ميل مربع (1, 723, 337 كيلومتر مربع)، في حين أن أصغر هي ولاية رود آيلاند، وتشمل 1,545 ميل مربع (4,002 كيلومتر مربع). أكبر إقليم خارجي من حيث عدد السكان وحجماً هو بورتوريكو، حيث يسكنها 3, 725, 789 نسمة اعتبارا من تعداد عام 2010، ومساحة إجمالية قدرها 5,325 ميلا مربعا (13,792 كم مربع).

## الولايات وتفرعاتها

### الولايات
التقسيم السياسي الأساسي في الولايات المتحدة هو الولاية. وفقاً لقراراتٍ عدةٍ للمحكمة العليا للولايات المتحدة، فإن لكلٍّ من الولايات الخمسون والولايات المتحدة ككل سلطةٌ قضائيّةٌ سياديّةٌ.
الولايات الخمسون المُكوّنة للولايات المتحدة هي كالآتي (تشمل القائمة كلاًّ من اختصار الرمز البريدي والاختصار التقليدي لكل ولاية):
- Alabama (AL; Ala.)
- Alaska (AK; Alaska)
- Arizona (AZ; Ariz.)
- Arkansas (AR; Ark.)
- California (CA; Calif.)
- Colorado (CO; Colo.)
- Connecticut (CT; Conn.)
- Delaware (DE; Del.)
- Florida (FL; Fla.)
- جورجيا (GA; Ga.)
- هاواي (HI; Hawaii)
- Idaho (ID; Idaho)
- Illinois (IL; Ill.)
- Indiana (IN; Ind.)
- Iowa (IA; Iowa)
- Kansas (KS; Kans.)
- Kentucky (KY; Ky.)
- Louisiana (LA; La.)
- Maine (ME; Maine)
- Maryland (MD; Md.)
- Massachusetts (MA; Mass.)
- Michigan (MI; Mich.)
- Minnesota (MN; Minn.)
- Mississippi (MS; Miss.)
- Missouri (MO; Mo.)
- Montana (MT; Mont.)
- Nebraska (NE; Neb. or Nebr.)
- Nevada (NV; Nev.)
- New Hampshire (NH; N.H.)
- New Jersey (NJ; N.J.)
- New Mexico (NM; N.Mex.)
- New York (NY; N.Y.)
- North Carolina (NC; N.C.)
- North Dakota (ND; N.Dak.)
- Ohio (OH; Ohio)
- Oklahoma (OK; Okla.)
- Oregon (OR; Ore. or Oreg.)
- Pennsylvania (PA; Pa. or Penna.)
- Rhode Island (RI; R.I.)
- South Carolina (SC; S.C.)
- South Dakota (SD; S.Dak.)
- Tennessee (TN; Tenn.)
- Texas (TX; Tex. or Texas)
- Utah (UT; Utah)
- Vermont (VT; Vt.)
- Virginia (VA; Va.)
- Washington (WA; Wash.)
- West Virginia (WV; W.Va)
- Wisconsin (WI; Wis. or Wisc.)
- Wyoming (WY; Wyo.)